# Katja Salskov-Iversen
Pour les articles homonymes, voir Iversen.
Katja Steen Salskov-Iversen est une skipper danoise née le 19 août 1994. Elle a remporté avec Jena Hansen la médaille de bronze du 49er FX féminin aux Jeux olympiques d'été de 2016 à Rio de Janeiro.